# Jaime Amat Durán
Jaime Santiago Amat Durán (* 1. März 1970 in Barcelona) ist ein ehemaliger spanischer Hockeyspieler. Er belegte bei den Olympischen Spielen 1996 mit der spanischen Nationalmannschaft den zweiten Platz und war 1998 Weltmeisterschaftszweiter.

## Karriere
Jaime Amat nahm 1992 mit der spanischen Mannschaft an den Olympischen Spielen in Barcelona teil. Nachdem die Spanier in der Vorrunde gegen die Mannschaften Pakistans und der Niederlande verloren hatten, spielten sie um die Plätze 5 bis 8 und erreichten mit Siegen über die Inder und die Briten den fünften Platz. Bei der Weltmeisterschaft 1994 in Sydney belegten die Spanier lediglich den neunten Platz.
Bei den Olympischen Spielen 1996 in Atlanta gewannen die Spanier ihre Vorrundengruppe trotz einer Niederlage gegen die indische Mannschaft. Mit einem 2:1-Halbfinalsieg über die australische Mannschaft erreichten die Spanier das Finale gegen die Mannschaft der Niederlande, dort unterlagen die Spanier mit 1:3. Zwei Jahre danach bei der Weltmeisterschaft in Utrecht belegten die Spanier in der Vorrunde den zweiten Platz hinter Australien. Nach einem 3:0 über die Deutschen im Halbfinale trafen die Spanier im Finale wieder auf die niederländische Auswahl. Die Niederländer siegten nach Verlängerung 3:2. Bei den Olympischen Spielen 2000 in Sydney belegten die Spanier wie bei der Weltmeisterschaft 1994 den neunten Platz.
Jaime Amat Durán spielte in der spanischen Liga für den Club Egara aus Terrassa. Für diesen Verein traten bereits sein Vater Jaime Amat und dessen Brüder Pedro, Francisco und Juan an. Franciscos Sohn Pol Amat spielte ab 1996 mit Jaime in der spanischen Mannschaft.